# Lower Sundon
Lower Sundon är en ort i Storbritannien.   Den ligger i kommunen Central Bedfordshire i riksdelen England, i den södra delen av landet, 50 km nordväst om huvudstaden London. Lower Sundon ligger 135 meter över havet och antalet invånare är 240.
Terrängen runt Lower Sundon är platt, och sluttar norrut. Runt Lower Sundon är det mycket tätbefolkat, med 1 361 invånare per kvadratkilometer. Närmaste större samhälle är Luton, 6,9 km sydost om Lower Sundon. Trakten runt Lower Sundon består till största delen av jordbruksmark.